# Qatar Sports Club
Il Qatar Sports Club (in arabo نادي قطر الرياضي‎?) è una società polisportiva con sede a Doha in Qatar.
La squadra di calcio del Qatar SC gioca nella Qatar Stars League, la massima serie del campionato qatariota di calcio. Indossa una maglia gialla e pantaloncini neri e disputa le gare casalinghe in uno dei più grandi stadi del Qatar, lo stadio Qatar SC, che ha una capienza di 12 000 posti a sedere.

## Storia dei nomi
- 1959: fondata con il nome di emanuele armato
- 1972: fusione con Al Oruba e Al Esteqlal
- 1981: il club è rinominato Qatar SC

## Palmarès

### Competizioni nazionali
- Qatar Stars League: 8

1967, 1968, 1969, 1970, 1971, 1973, 1977, 2003
- Coppa dell'Emiro del Qatar: 3

1974, 1976, 2001
- Coppa di Qatar: 3

2002, 2004, 2009
- Coppa dello Sceicco Jassem: 4

1983, 1984, 1987, 1995

### Altri piazzamenti
- Qatar Stars League:

Secondo posto: 1984-1985
- Coppa del Qatar:

Finalista: 2006
- Coppa dei Campioni del Golfo:

Finalista: 2009
- Qatar-UAE Super Cup:

Finalista: 2024-2025

## Partecipazioni alle competizioni confederali
- AFC Champions League: 1 partecipazione

2004: Fase a gruppi

## Rosa 2024-2025
| N. |                                 | Ruolo | Calciatore             |
| -- | ------------------------------- | ----- | ---------------------- |
| 1  | Qatar (bandiera)                | P     | Yossef Ahmed Abdelhady |
| 2  | Qatar (bandiera)                | D     | Nasir Baksh            |
| 3  | Tunisia (bandiera)              | D     | Ali Saoudi             |
| 5  | Camerun (bandiera)              | C     | Raoul Danzabe Sanda    |
| 6  | Mandato di Palestina (bandiera) | C     | Ataa Jaber             |
| 7  | Paesi Bassi (bandiera)          | C     | Mohamed Taabouni       |
| 8  | Qatar (bandiera)                | C     | Omar Al-Emadi          |
| 9  | Egitto (bandiera)               | C     | Ahmed Abdelkader       |
| 10 | Brasile (bandiera)              | C     | Carlinhos              |
| 11 | Qatar (bandiera)                | C     | Ali Awadh              |
| 13 | Marocco (bandiera)              | D     | Badr Benoun            |
| 14 | Giordania (bandiera)            | C     | Motaz Majid Al-Bistamy |
| 15 | Qatar (bandiera)                | D     | Abdullah Al-Muftah     |
| 16 | Qatar (bandiera)                | C     | Abdulrahman Al-Korbi   |
| 17 | Qatar (bandiera)                | D     | Khalid Mahmoudi        |
| 18 | Qatar (bandiera)                | D     | Ali Malolah            |

| N. |                         | Ruolo | Calciatore               |
| -- | ----------------------- | ----- | ------------------------ |
| 20 | Qatar (bandiera)        | D     | Eisa Palangi             |
| 21 | Qatar (bandiera)        | C     | Jassim Al-Jalabi         |
| 22 | Qatar (bandiera)        | D     | Diyab Haroon             |
| 23 | Qatar (bandiera)        | A     | Sebastián Soria          |
| 24 | Qatar (bandiera)        | A     | Abdulaziz Al-Ansari      |
| 26 | Qatar (bandiera)        | C     | Muhammad Emad Zidan      |
| 27 | Qatar (bandiera)        | C     | Youssef Mohamed Ali      |
| 28 | RD del Congo (bandiera) | A     | Ben Malango              |
| 31 | Qatar (bandiera)        | P     | Motasem Majed Al Bustami |
| 32 | Qatar (bandiera)        | D     | Ibrahim Majid            |
| 33 | Qatar (bandiera)        | P     | Adnan Ali                |
| 74 | Qatar (bandiera)        | P     | Satea Al-Abbasi          |
| 88 | Spagna (bandiera)       | C     | Javi Martínez            |
| 99 | Qatar (bandiera)        | C     | Ilyes Brimil             |
|    | India (bandiera)        | C     | Ahmad Al-Khuwailid       |
|    | Sudafrica (bandiera)    | C     | Percy Tau                |

## Pallavolo
La squadra di pallavolo è una delle più forti del panorama qatarino. Come in uso nel campionato locale, che termina a fine maggio, è solita prendere in prestito giocatori dai campionati europei, che da poco hanno terminato di disputare i rispettivi campionati. Nel 2010 questi sono stati Osmany Juantorena e Riad Garcia dalla Trentino Volley. I due giocatori hanno portato la squadra fino alla finale di Emir Cup, dove però sono stati sconfitti dall'Al Rayan.